# سيليس كوباياشي
سيليس كوباياشي (باليابانية: セレス小林) مواليد 6 أكتوبر 1974 في اليابان، هو ملاكم ياباني. حقق بطولة رابطة الملاكمة العالمية. بدأ مسيرته الاحترافية سنة 1992. يعيش حاليا في محافظة تشيبا مع زوجته وابنته.

## إحصائيات
خاض خلال مسيرته 32 نزالا، فاز في 24 وتعادل في 3 وخسر في 5. فاز بالضربة القاضية في 14 نزالا.

## وصلات خارجية
- سيليس كوباياشي على موقع بوكس ريك (الإنجليزية) (registration required)

- الموقع الرسمي